# آی‌ال‌وی کا.۱ کورکی
آی‌ال‌وی کا. ۱ کورکی (به انگلیسی: IVL_K.1_Kurki) یک هواگرد ملخ‌پیشین تک‌موتوره از نوع هواگرد آموزشی ساخت شرکت Ilmailuvoimien lentokonetehdas است. هواگرد آی‌ال‌وی کا. ۱ کورکی نخستین پروازش را در ۳۰ مارس ۱۹۲۷ میلادی انجام داد. در مجموع، تعداد ۱ فروند از این هواگرد ساخته شده‌است.